# 찰스 휘트먼

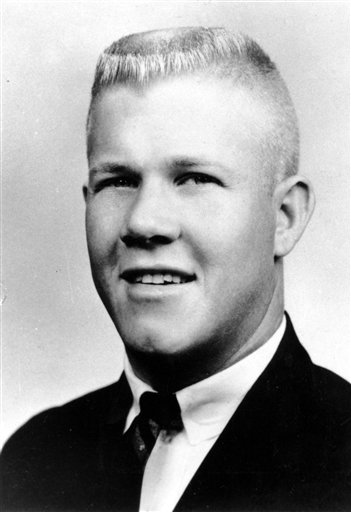
찰스 휘트먼

찰스 조지프 휘트먼(Charles Joseph Whitman, 1941년 6월 24일 ~ 1966년 8월 1일)은 미국의 공대생이자 예비역 해병대원이었다. 1966년 8월 1일 미국 텍사스주에 있는 텍사스 오스틴 대학교(University of Texas)에서 총기 사건을 일으켰으며, 버지니아 공대 총기 난사 사건이 일어나기 전까지 최악의 총기 사건이자 세계 최초 교내 총기사건으로 기록되었다. 휘트먼은 범행을 위해 조준경이 달린 스코프 라이플과 M1 카빈, 357 매그넘 등을 손수레에 싣고 본관 옥상인 텍사스대 시계탑건물 28층 전망대에서 무차별적인 조준 사격을 가하기 시작했다. 96분의 짧은 시간 동안 15명을 죽이고 31명을 부상시키는 끔찍한 참상을 저질렀으며, 그는 집안의 자신의 아내와 어머니를 죽이고 범행을 시작한 것으로 판명되었다.(희생자 가운데 두 사람은 그가 전망대에 올라간 직후 전망대로 들어온 관광객이었으며, 산탄총에 희생 당했다.)
지상의 경찰들의 계속된 사격으로 그의 주위를 분산시킨 사이 경찰관 3명과 건물구조를 잘 아는 민간인 한명이 전망대로 올라갔고 라미로 마르티네즈 경관에게 머리에 총을 맞아 사살되었다.
시체를 부검한 경찰은 그의 뇌에서 종양을 발견하였으나 그의 행동이 종양으로 인한 것인지는 확실치 않다.